# Site archéologique de la Croix de la Pierre
Le site archéologique de la Croix de la Pierre est un site archéologique français situé entre les communes de Charbonnier-les-Mines et de Beaulieu dans le Puy-de-Dôme, en Auvergne. Inscrit monument historique le 20 août 2009, le site est classé le 31 mai 2012.

## Historique
La présence de vestiges archéologiques au niveau de la zone dite du terroir de Montagnat entre les deux villes de Charbonnier-les-Mines et de Beaulieu est connue depuis de nombreux siècles. La présence de deux voies romaines était en effet déjà à la connaissance de la population dès le XIVe siècle, alors appelée « Chemin du Roi »,. Cette première voie reliait Clermont-Ferrand, alors Augustonemetum, à Rodez alors, Segodunum, en passant notamment par Corent ainsi que par Le Breuil-sur-Couze, à la différence de la seconde, nommée « Chemin français » dès le XVe siècle et qui était établie entre Clermont-Ferrand et Saint-Paulien, alors Revessio.

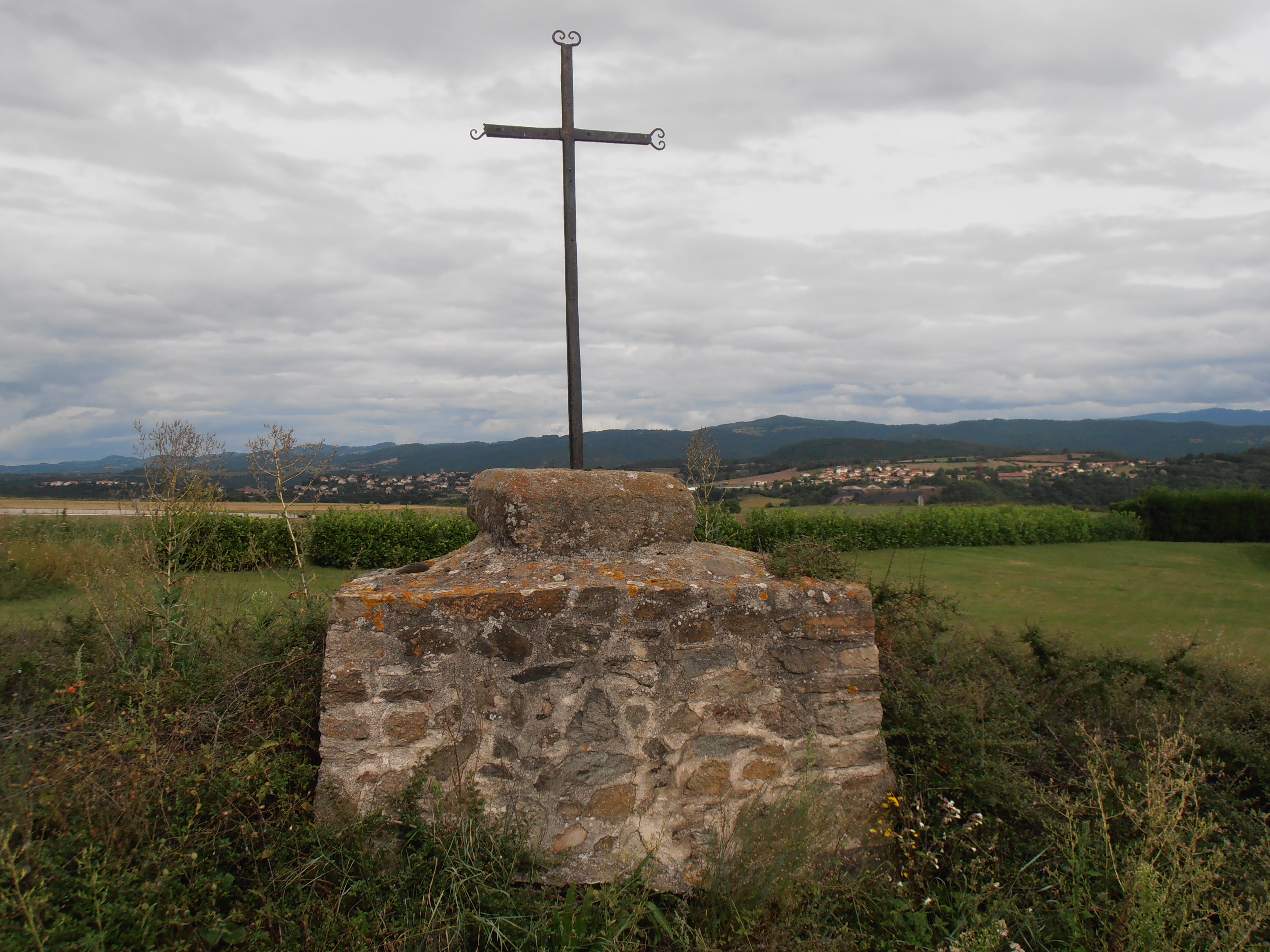
La Croix de la Pierre ayant donné son nom au site archéologique.

## Vestiges
Le caractère exceptionnel du site vient de ce qu'il est composé de : fanum, voies et agglomération.
Une voie romaine traverse le site sur plus de 700 mètres. Les vestiges de l'agglomération sont composés de bâtiments à pièce unique, de part et d'autre de cette voie principale. Il semble que le site remplissait la fonction de relais routier mansio ou mutatio le long de la voie romaine Clermont-Ferrand - Saint-Paulien. 
A la limite nord-ouest de l'agglomération ont été retrouvés les vestiges d'un fanum à double cella. La présence d'un mobilier abondant, dont une intaille représentant le dieu Pan.
De ce terroir de Montagnat, nombre de monnaies et de tessons ont été découverts, à la suite du travail de la vigne. Ces monnaies, d'époques multiples (Tibère, Néron, Vespasien, Lucius Verus et Alexandre Sévère) étaient accompagnées d'autres objets, comme des cachets d'oculistes taillés dans une roche amphibolique verdâtre découverts vers 1978.
La plantation de vignes permit également de mettre au jour les fondations d'anciennes habitations, de même qu'une statuette en bronze de Mercure de 0,083 cm découverte en 1885. En 1905, une sépulture romaine contenant une urne funéraire et un vase lacrymatoire furent aussi découverts.